# HMMWV

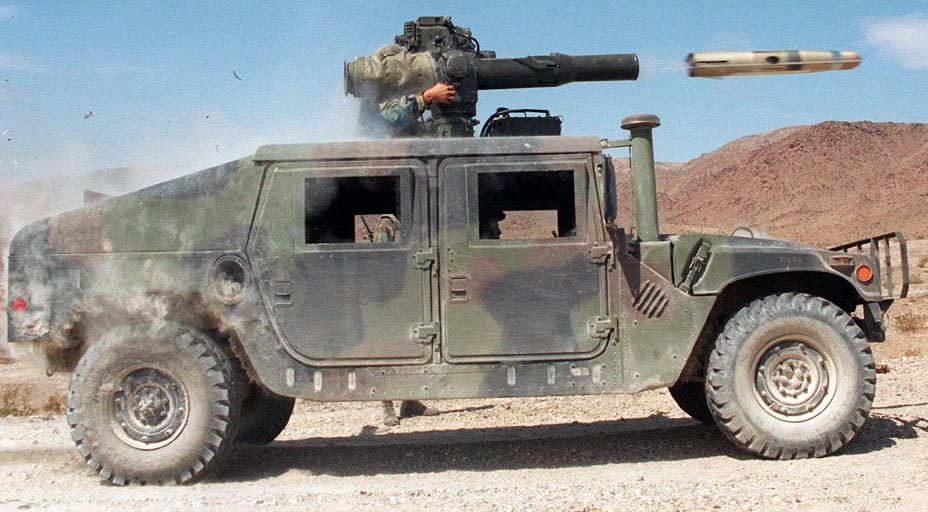
BGM–71 TOW irányított páncéltörő rakéta indítása HMMWV járműről

A HMMWV (High Mobility Multipurpose Wheeled Vehicle – magyarul nagy mozgékonyságú többcélú kerekes jármű) az amerikai fegyveres erők 1980-as évek elején kiírt tenderpályázatának elnevezése volt. Az intenzív csapatpróbáknak alávetett, tendernyertes pályázat hadrendbe állításakor az M998 HMMWV katonai nevet kapta. Az amerikai katonák körében beceneve, a mozaikszó kiejtése után, Humvee lett (ma már levédett márkanév). A későbbi civil változat neve lett a Hummer.
Az amerikai haderőnél fokozatosan a JLTV váltja le HMMWV járműveket.  

## Jellemzői
A jármű robusztus felépítése, szerkezeti egyszerűsége és nagy teherbírása miatt hamar kivívta alkalmazóinak tiszteletét és megbecsülését. Az amerikai haderők közkedvelt alaptípusává vált, több mint 30 féle változatban gyártotta az AM General. Váltótípusa a 2000-es évek elejétől fejlesztés alatt álltak, az egyes típusváltozatok gyártására legalább 2015-ig számít az Amerikai Védelmi Minisztérium. Az amerikai hadsereg TARDEC (Tank Automotive Research, Development and Engineering Center) részlege XM1124 jelzéssel dízel-elektromos hibriderőforrást fejleszt.
A Humvee több később kifejlesztett jármű alapjait képezte. Ilyenek a svájci MOWAG Eagle járműcsaládja és a spanyol UROVESA VAMTAC (Vehículo de Alta Movilidad Táctico) típusa, illetve a török Otokar Cobra számos egysége típusazonos. A görög ELVO kissé módiosított felépítménnyel gyártja a görög haderő részére. Orosz megfelelőjét, a GAZ–2975-öt a 2008-as Győzelem napján (május 5.) mutatták be a Vörös téren. A kínai Dongfeng Motor Corporation (DFM) is gyártja 2003-tól.
Polgári célra további változatok is kifejlesztésre kerültek, főként erdészetek, hegyimentő és tűzoltó alakulatok üzemeltetik az USA-ban. Utcai terepjáró változatai a HUMMER márkanevet viselik, H1, H2 és némileg rövidebb kivitelben H3 jelzéssel.

## Történet
A második világháborúban kifejlesztett és bevált könnyű terepjáró járművek (Kübelwagen, Willys Jeep) tapasztalatain alapuló Ford MUTT és a konkurens M39 az 1970-es évek végére kifutották üzemidejük nagy részét. A vietnámi háború tapasztalatai alapján meghatározták a váltótípus műszaki paramétereit, melyekben az egyik legfontosabb cél az volt, hogy a különböző haderőnemeknek egyaránt megfeleljen az új típus. Ez a szemlélet a későbbiekben további gyártás-racionalizálást, valamint egyszerűbb üzemeltetést és kisebb költségeket vont maga után. A tendert az AM General nyerte és 1983 márciusában kezdték meg a sorozatgyártást.
Bármennyire is bevált típust sikerült megalkotni üzemeltetése során, a 21. századba lépve a konstrukció fölött eljárt az idő, leváltásáról a döntés megszületett, miután a járműről utóbb kiderült, hogy az aknákkal, improvizált bombákkal és kézifegyver-tűzzel szemben védtelen. Váltótípusa tervezés alatt áll, tenderkiírás az elkövetkező 2-3 évben várható. A váltótípust kereső járműprogram, a JLTV (Joint Light Tactical Vehicle) 2012 nyarán ismét módosult, hat pályázó mutatta be prototípusait.
2018 júniusában debütált a jármű fejlesztett változata, a HMMWV NXT 360, melynek lényeges különbsége a korábbi változatokhoz képest az erősebb, komolyabb fegyvereknek is jobban ellenálló páncélzat, valamint a nagyobb motorteljesítmény. A P400 jelzésű 6,5 literes motorjának teljesítménye a korábbi 190 helyett 250 lóerő, a csúcsnyomatéka pedig 624 Nm-re emelkedett. Az erősebb motorhoz hatfokozatú automata váltó jár, és a biztonsági felszerelés is korszerűbb, egyebek közt az alapfelszerelés része a blokkolásgátló, a menetstabilizáló és a kipörgésgátló. Javítottak a futómű képességein is: nőtt a hasmagasság és a rugóút, a szélesebb kerekek pedig javítottak a tapadáson és csökkentik a talajnyomást.
A HMMWV-t a felmerült hiányosságai miatt 2007 óta már semmilyen közvetlen harci cselekménybe nem vonták be, helyettük úgynevezett MRAP-okat (könnyű páncélozott taktikai járműveket) használtak, melyeket az Oshkosh cég gyártott. Ugyanők gyártják 2012-től a HMMWV tényleges utódát, az Oshkosh L-ATV-t – későbbi néven JLTV-t –, miután az Oshkosh nyerte el a hadsereg tenderjét, ezért az Oshkosh MRAP-ok gyártását 2012-ben szintén befejezték, hogy átálljanak az L-ATV-kre. Szemben a HMMWV-vel, az Oshkosh L-ATV eleve páncélzattal készül, hátranya viszont az elődhöz képest nagyobb tömege, így desszant és partraszállási célokra nehezebben alkalmazható.

## Szerkezeti felépítés
- M1097A2[5]
- Motor: GEP 6500 cm³ V8, szívó dízel, Furat & Löket 103 x 97 mm
- Lóerő: 190 Le
- Nyomaték: 393 Nm @1,700 RPM
- Kompresszió: 21.5:1
- Üzemanyagtank: 94 L
- Sebességváltó: 4 sebességes automata, maximum ráeshető nyomaték: 612 Nm, elektronikus szabályozással
- Fék: mind a négy keréken, két dugattyús hidraulikus tárcsafék
- Tömeg: 4672 kg
- szélesség: 2.18 m (behajtott tükrökkel)
- szabad hasmagasság: 0.43 m
- Tengelytáv: 3.30 m
- Nyomtáv: 1.82 m
- Végsebesség: 113 km/h
- Keresztirányú mászóképesség: 40%*
- Hatótávolság: 48 km @ 48 km/h
- hosszirányú mászóképesség: 30%*
- Fordulókör: 7.62 m
- Gázlómagasság: alap 0.76 m, kiegészítőkkel 1.52 m
- Terepszög elöl: 54º
- Terepszög hátul: 38º

## Típusváltozatok
- M56 Coyote
- M707: HMMWV
- M966: a TOW páncélátégető rakétát hordozza.
- M996: minimális orvosi felszereltségű Medevac-jármű (Medical Evacuation), nincs önvédelmi fegyvere.
- M997: teljes felszereltségű Medevac-jármű, nincs önvédelmi fegyvere. Van A1 és A2 altípusa is.
- M998: alaptípus, teher- és lövésszállító, felfegyverezhető jármű.
- M998 Avenger: Avenger rakétavédelmi komplexum.
- M1025: páncélozott, felfegyverzett jármű. Van A1 és A2 altípusa is.
- M1026: páncélozott, felfegyverzett jármű, az M1025 csörlővel felszerelt változata.
- M1035: vászontetős roham-mentőautó.
- M1036: az M1026 TOW-val felszerelt változata
- M1037: konténerszállító változat a villamos berendezéseket tartalmazó S–250 típusú konténerekhez
- M1038: teher- és csapatszállító változat csörlővel felszerelve.
- M1042: az M1037 csörlővel felszerelt változata
- M1043: páncélozott változat
- M1044: páncélozott változat
- M1045: TOW-hordozó változat
- M1046: TOW-hordozó páncélozott változat
- M1059: harctériköd-fejlesztő (füst) változat
- M1069: az M119 típusú 105 mm-es könnyűtarack vontatója
- M1097: teher- és csapatszállító változat
- M1097 Avenger: csapatlégvédelmi változat, AN/TWQ–1 Avenger jelzéssel állt hadrendbe az amerikai haderőben
- M1109: páncélozott változat
- HLONS (Humvee Laser Ordnance Neutralization System):
- M1113: kétszemélyes, csörlővel felszerelt változat
- M1114: páncélozott négyszemélyes, csörlővel felszerelt változat
- M1116: páncélozott négyszemélyes, csörlővel felszerelt változat
- M1121: TOW-hordozó páncélozott változat
- M1123: teher- és csapatszállító változat
- M1143: páncélozott négyszemélyes, csörlővel felszerelt változat
- M1145: páncélozott négyszemélyes, csörlővel felszerelt változat
- M1151: az iraki háború első éveinek tapasztalatai alapján (IED-k ellen) növelt védelmű páncélozott változat (A és B típusú páncélzattal), az M1097-ből fejlesztvem, az M1025A2-ket váltják le vele
- M1152: az M1151 kétüléses változata (A és B típusú páncélzattal)
- M1165
- Packhorse – Attachment to convert an M1097 to tractor version for semi-trailers.
- Scorpion – Versi

## Nem amerikai továbbfejlesztések

### Görögország
- ELVO M1114GR

### Japán
- Komatsu LAV

### Kína
- Dongfeng EQ2050
- Shenyang SFQ2040
- Xiaolong XL2060

### Oroszország
- GAZ–2975 Tigr

### Svájc
- MOWAG Eagle

### Törökország
- Otokar Cobra

## Polgári típusváltozatok
1992-ben Arnold Schwarzenegger családi kapcsolatainak felhasználásával nagy nehezen elérte, hogy a Pentagon 5 db M998 megvásárlására engedélyt adjon. Később, Schwarzenegger révén engedélyezték a nem fegyveres testületek Hummer-beszerzését is (pl. tűzoltóságoknak, és egyéb kutató-mentő szakszolgálatoknak). Az AM General látván az új, civil piac méreteit, annak igényeinek megfelelő típusváltozatokat fejlesztettek ki: a HUMMER H1-et, a H2-t és a H3-at (ill. H3x).

### Monográfiák
- Squadron/Signal: HMMWV (Humvee) in Action - Armor No. 43 ISBN 978-0-89747-597-6
- Verlinden Publications: M998 HMMWV "Hummer" And Derivatives Operation Desert Storm Used In The Gulf War ISBN 978-9-07093-227-5
- Stephen J. Zaloga: HMMWV Humvee 1980–2005 – US Army tactical vehicle (Osprey Military Publishing, New Vanguard 122) ISBN 978-1-84176-946-2

### Külső hivatkozások
- AM General honlapja
- A FAS oldala
- HMMWV Technical Manuals
- olive-drab.com, Up-Armored HMMWV: 1. oldal, 2. oldal
- TM manuals Archiválva 2009. december 12-i dátummal a Wayback Machine-ben
- Hogy került a Hummer az amerikai hadseregbe? Totalcar, 2022. április 18.